# Latsia
Latsia lub Lakia (gr. Λατσιά lub Λακκιά, tur. Laçça) – miasto w Republice Cypryjskiej, w dystrykcie Nikozja. W 2011 roku liczyło 16 774 mieszkańców. Położone jest na przedmieściach Nikozji. Znajduje się tu Nicosia General Hospital i nowy kampus Uniwersytetu Cypryjskiego.